# 거품형 반죽
거품형 반죽(Foam type)은 달걀의 단백질이 휘핑에 의하여 물리 화학적 특성이 변하여 신장성과 믹싱 중 공기를 반죽 내에 끌어 들여 부피가 커졌으며, 굽기 중의 열에 의해 공기가 팽창하고 단백질이 구조가 응고되어 골격을 이룬다.